# Undergrundsforlaget Lyrica
Undergrundsforlaget Lyrica er et dansk lyrikforlag hjemmehørende i Århus. Forlaget blev grundlagt af Linda Nørgaard, Søren Skovsbøll og Mads Voigt Hingelberg i 1998. Senere samme år udkom digtantologien Staccato - et hundrede digte, redigeret af Linda Nørgaard og Søren Skovsbøll. Bidragydere til antologien var blandt andre Sleimann Nazzal, Malene Grøndahl, Linda Nørgaard, Brian Dan Christensen, Morten Walther Rasmussen og Benjamin Kongstad.
Efter udgivelsen af Staccato - et hundrede digte lå Lyrica stille i en årrække, indtil forlaget i 2004 blev tilknyttet Poetklub Århus og senere på året udgav endnu en antologi Allegro - niogtres digte, redigeret af Linda Nørgaard og Lars Aarup og med bidrag af blandt andre Lars Hougaard Clausen, Cecilie Lolk Hjort, Lars Svendsen, Karsten Pedersen, Fie Tanderup, Bo Gorzelak Pedersen, Lars Gorzelak Pedersen og Morten Riis.